# بوجای نامبیار
بوجای نامبیار (مالایالامی: ബിജോയ് നമ്പ്യാർ؛ زادهٔ ۱۲ آوریل ۱۹۷۹) کارگردان، فیلم‌نامه‌نویس و تهیه‌کننده اهل هند است.
وی کارگردان فیلم‌هایی همچون وزیر، شیطان، دیوید (فیلم هندی)، دیوید (فیلم تامیلی) و شورش بوده است.